# Ait Faska
Ait Faska (franska: Ait Faska (CR), Ait Faska (Commune Rurale), arabiska: أيت عادل) är en kommun i Marocko.   Den ligger i provinsen Al Haouz och regionen Marrakech-Safi, i den centrala delen av landet, 290 km söder om huvudstaden Rabat. Antalet invånare är 19 228.